# 207 (numero)
Duecentosette (207)  è il numero naturale dopo il 206 e prima del 208.

## Proprietà matematiche
- È un numero dispari.
- È un numero composto, con sei divisori: 1, 3, 9, 23, 69 e 207. Poiché la somma dei suoi divisori (escluso il numero stesso) è 105 < 207, è un numero difettivo.
- È un numero 70-gonale.
- È un numero di Wedderburn-Etherington.
- È un numero malvagio.
- Può essere espresso in tre modi diversi come differenza di due quadrati: 207=16²−7²=36²−33²=104²−103².
- È un numero di Harshad nel sistema numerico decimale, essendo divisibile per la somma delle sue cifre.
- È un numero palindromo nel sistema di numerazione posizionale a base 7: 414.
- È parte delle terne pitagoriche (207, 224, 305), (207, 276, 345), (207, 780, 807), (207, 920, 943), (207, 2376, 2385), (207, 7140, 7143), (207, 21424, 21425).
- È un numero congruente.

## Astronomia
- 207P/NEAT è una cometa periodica del sistema solare.
- 207 Hedda è un asteroide della fascia principale del sistema solare.

## Astronautica
- Cosmos 207 è un satellite artificiale russo.

## Altri ambiti
- La Peugeot 207 è un modello di utilitaria prodotto dalla Peugeot.